# 2008年北京オリンピックのアイルランド選手団
2008年北京オリンピックのアイルランド選手団（2008ねんペキンオリンピックのアイルランドせんしゅだん）は、2008年8月8日から8月24日にかけて中国の北京を主として開催された2008年北京オリンピックのアイルランド選手団、およびその競技結果。

## 概要
今大会は銀メダル1個、銅メダル2個、合計3個のメダルを獲得した。

## メダル
| メダル | 選手名               | 競技       | 種目               |
| ------ | -------------------- | ---------- | ------------------ |
| 銀     | ケニー・イーガン     | ボクシング | 男子ライトヘビー級 |
| 銅     | パディ・バーンズ     | ボクシング | 男子ライトフライ級 |
| 銅     | ダレン・サザーランド | ボクシング | 男子ミドル級       |

## ボクシング
- パディ・バーンズ（英語版）(ミドル級)
- ジョン・ジョー・ネヴィン（英語版）(バンタム級)
- ジョン・ジョー・ジョイス（英語版）(ライトウェルター級)
- ダレン・サザーランド（英語版）(ボクシングライトフライ級)
- ケニー・イーガン（英語版）(ボクシングライトヘビー級)

## 陸上競技
- ポール・ヘッション（英語版） (200メートル競走)
- ジョアン・カディヒ（英語版） (400メートル競走)
- デビッド・ギリック（英語版） (400メートル競走)
- トーマス・チャムニー（英語版） (800メートル競走)
- アリステア・クラッグ（英語版） (1500メートル競走・5000メートル競走)
- マーティン・フェイガン（英語版） (マラソン)
- ポーリーン・カーリー（英語版） (マラソン)
- ロバート・ヘファーナン（英語版） (20キロメートル競歩)
- オリーブ・ラフナネ（英語版） (20キロメートル競歩)
- ジェイミー・コスティン（英語版） (50キロメートル競歩)
- コリン・グリフィン（英語版） (50キロメートル競歩)
- ダーバル・オルーク（英語版） (100メートルハードル)
- ミシェル・キャリー（英語版） (400メートルハードル)
- フィンヌーラ・マコーマック（英語版） (3000メートルハードル)
- ロワシン・マクゲッティガン（英語版） (3000メートルハードル)
- アイリーン・オキーフ（英語版） (ハンマー投)

## バドミントン
- スコット・エヴァンス (バドミントン選手)（英語版）
- クロエ・マギー（英語版）

## セーリング
- エオイン・ライニッシュ（英語版）

## 自転車

### ロードレース
- フィリップ・ディグナン（英語版）
- ニコラス・ロッシュ

### トラックレース
- デビッド・オラフリン（英語版）

### マウンテンバイク
- ロビン・シーモア (自転車選手)（英語版）

## 馬術
- ジェフリー・カラン（馬術選手）（英語版）
- ニール・グリフィン（英語版）
- ルイーズ・ライオンズ（英語版）
- オースティン・オコナー（英語版）
- パトリシア・ライアン（馬術選手）（英語版）
- デニス・リンチ（英語版）

## フェンシング
- シオバン・バーン（英語版）